# 新郑高速公路
新郑高速公路是一条连接河南省新乡市和郑州市的高速公路，是京港澳高速公路的重要组成部分，于2002年4月1日动工，2004年9月30日完工。全长94.79公里，其中黄河二桥全长近10公里。